# Episodi di Miss Marple (serie televisiva 2004) (prima stagione)
La prima stagione della serie televisiva Miss Marple è stata trasmessa in prima visione nel Regno Unito sul canale ITV dal 12 dicembre 2004 al 2 gennaio 2005.
In Italia la stagione è stata trasmessa su Rai 1 dal 16 agosto al 6 settembre 2005.
| nº | Titolo originale           | Titolo italiano               | Prima TV UK      | Prima TV Italia  |
| -- | -------------------------- | ----------------------------- | ---------------- | ---------------- |
| 1  | The Body in the Library    | C'è un cadavere in biblioteca | 12 dicembre 2004 | 30 agosto 2005   |
| 2  | The Murder at the Vicarage | Omicidio al vicariato         | 19 dicembre 2004 | 16 agosto 2005   |
| 3  | 4.50 from Paddington       | Istantanea di un delitto      | 26 dicembre 2004 | 23 agosto 2005   |
| 4  | A Murder Is Announced      | Un delitto avrà luogo         | 2 gennaio 2005   | 6 settembre 2005 |

## C'è un cadavere in biblioteca
- Titolo originale: The Body in the Library
- Diretto da: Andy Wilson
- Scritto da: Kevin Elyot

### Trama
Nella biblioteca di Gossington hall viene ritrovato il cadavere di una ragazza bionda, probabilmente si tratta di Ruby, una ballerina del Hotel Majestic, figlia adottiva del ricco Conway Jefferson. La signora Dolly Bantry chiede aiuto a Miss Marple per investigare sul delitto. L'intricato caso vede indagati la cugina Josie Turner, il giovane artista Basil Blake, Mark Gaskell e Adelaide ovvero il genero e la nuora di Conway.
- Romanzo: C'è un cadavere in biblioteca
- Altri interpreti: Ian Richardson (Conway Jefferson), Tara Fitzgerald (Adelaide Jefferson), Jamie Theakston (Mark Gaskell), Giles Oldershaw (Edwards), Florence Hoath (Pamela Reeves), Joanna Lumley (Dolly Bantry), James Fox (colonnello Arthur Bantry), Simon Callow (colonnello Terence Melchett), Ben Miller (Basil Blake), Emma Cooke (Dinah Lee), Robin Soans (Dr. Haydock), Bruce Mackinnon (Scamper), Jack Davenport (sovrintendente Harper), Mary Stockley (Josie Turner), Emma Williams (Ruby Keene), Adam Garcia (Raymond Starr), David Walliams (George Bartlett), Richard Durden (Mr. Prestcott), Steven Williams (Peter Carmody), Tina Martin (donna di mezza età), Zoe Thorne (Florence), Anna Rawlins (Beatrice), Abigail Neale-Wilson (Jesse)

## Omicidio al vicariato
- Titolo originale: The Murder at the Vicarage
- Diretto da: Charlie Palmer
- Scritto da: Stephen Churchett

### Trama
Il colonnello Protheroe viene trovato morto nel vicariato. Tra i sospettati troviamo Ann, la moglie del colonnello, che ha intrecciato una relazione con l'artista Lawrence Redding, la giovane Lettice, la signorina Lester,  il parroco e il suo assistente. Miss Marple insieme all'ispettore Slack riusciranno a trovare il colpevole.
- Romanzo: La morte nel villaggio
- Altri interpreti: Jane Asher (signora Lester), Emily Bruni (Helene Dufosse), Christina Cole (Lettice Protheroe), Julie Cox (giovane Miss Marple), Jason Flemyng (Lawrence Redding), Mark Gatiss (curato Ronald Hawes), Siobhan Hayes (Mary Hill), Herbert Lom (professor Dufosse), Miriam Margolyes (signora Price-Ridley), Tim McInnerny (reverendo Leonard Clement), Janet McTeer (Anne Protheroe), Julian Morris (Dennis Clement), Angela Pleasence (Miss Hartnell), Robert Powell (Dr. Haydock), Rachael Stirling (Griselda Clement), Stephen Tompkinson (detective ispettore Slack), Derek Jacobi (colonnello Lucius A. Protheroe), John Owens (fotografo), Jana Carpenter (May Ainsworth), Paul Hawkyard (Frank Tarrant), Ruth Sheen (signora Tarrant), Jenny Howe (vecchia cameriera di sala), Marc Warren (capitano Ainsworth)

## Istantanea di un delitto
- Titolo originale: 4.50 from Paddington
- Diretto da: Andy Wilson
- Scritto da: Stephen Churchett

### Trama
Mentre Miss McGillicuddy sta viaggiando in treno vede su un altro convoglio una donna che viene strangolata. La donna decide di denunciare il fatto, ma non viene creduta perché non si trova nessun cadavere. Miss McGillicuddy chiede aiuto a Miss Marple, che riuscirà a dimostrare che non si è trattato di un'allucinazione.
- Romanzo: Istantanea di un delitto
- Altri interpreti: Griff Rhys Jones (Dr. David Quimper), David Warner (Luther Crackenthorpe), Niamh Cusack (Emma Crackenthorpe), Ben Daniels (Alfred Crackenthorpe), Charlie Creed-Miles (Harold Crackenthorpe), Ciarán McMenamin (Cedric Crackenthorpe), Pam Ferris (signora Elspeth McGillicuddy), Tim Stern (inserviente), Michael Landes (Bryan Eastley), Kurtis O'Brien (Alexander Eastley), Toby Marlow (James Strickland-West), Rob Brydon (ispettore Awdry), Rose Keegan (Lady Alice Crackenthorpe), Pip Torrens (Noël Coward), Amanda Holden (Lucy Eyelesbarrow), John Hannah (ispettore Tom Campbell), Tasha Bertram (Olga), Celia Imrie (Madame Joilet), Neve McIntosh (Lady Martine Strickland-West), Meritxell Lavanchy (Anna Stravinska), Jenny Agutter (Agnes Crackenthorpe)

### Differenze col romanzo
- Il primogenito nella famiglia Crackenthorpe è Cedric nel libro e non Alfred.
- Miss Marple a Brackhampton viene ospitata dall'ispettore Awdry, mentre nel libro viene ospitata da una vecchia amica. Inoltre, nel libro non è l'ispettore Awdry che esegue le indagini bensì Dermot Craddock, il quale padrino è Sir Henry Clithering, amico di Miss Marple.
- Il cadavere, nel libro, non viene rinvenuto nel Mausoleo bensì nelle vecchie stalle della tenuta, in un sarcofago greco-romano del signor Crackenthorpe.
- Nel romanzo il signor Eastley ha capelli e baffi biondi, non bruni, ed ha un carattere più timido e riservato. Alfred Crackenthorpe, invece, nel romanzo ha i capelli bruni poiché tutti e tre i fratelli maschi dovevano essere "alti e bruni".
- La moglie di Harold, Alice, viene invitata a Rutherford Hall mentre nel libro compare in un solo capitolo, quando si trova a casa propria con Harold.
- Nel romanzo Harold non è aggressivo e spavaldo con Lucy, e quando le chiede di andare a vivere con lui si dimostra rispettoso e cauto.
- Dopo che i Crackenthorpe si sono sentiti male, nel romanzo la casa ospita due infermiere per assistere i malati.
- Nel romanzo, anche il vecchio Crackenthorpe fa una proposta di matrimonio a Lucy Eyelsbarrow.
- Nel romanzo, Harold viene assassinato tramite delle pastiglie inviate da Brackhampton a Londra. Nel film la scena non è presente e Harold rimane vivo e vegeto.
- Nel film Harold violenta Martine quando questa si reca in visita di Rutherford Hall, nel romanzo questo fatto non è citato.
- La storia d'amore fra l'ispettore Awdry e Lucy Eyelsbarrow alla fine nel romanzo non è presente, anzi le ultime righe fanno intendere che avrà forse una storia con Bryan Eastley.
- Nel romanzo il vecchio Luther Crackenthorpe mostra a Lucy la cospicua somma di sterline che ha accumulato risparmiando su ogni cosa.

## Un delitto avrà luogo
- Titolo originale: A Murder Is Announced
- Diretto da: John Strickland
- Scritto da: Stewart Harcourt

### Trama
Su un giornale locale appare un annuncio: omicidio sta per essere compiuto. Alcuni abitanti di Little Paddock si recano a casa di Letitia Blacklock, dove in seguito a un improvviso black-out elettrico, partono tre spari che colpiscono a morte Rudi Schertz. La polizia crede che si tratti di un tentativo di furto mal riuscito, ma si dovrà ricredere quando altre persone presenti quella sera vengono uccise. Miss Marple, in visita a un amico, decide di investigare sull'accaduto. Tutto sembra ricondurre a Randall Goedler, un industriale morto dieci anni prima.
- Romanzo: Un delitto avrà luogo
- Altri interpreti: Christian Coulson (Edmund Swettenham), Cherie Lunghi (signora Swettenham), Robert Pugh (colonnello Easterbrook), Keeley Hawes (Philippa Haymes), Zoë Wanamaker (Letitia Blacklock), Claire Skinner (Amy Murgatroyd), Frances Barber (Lizzie Hinchcliffe), Elaine Paige (Dora Bunner), Matthew Goode (Patrick Simmons), Sienna Guillory (Julia Simmons), Catherine Tate (Mitzi Kosinski), Christian Rubeck (Rudi Schertz), Alexander Armstrong (DI Craddock), Richard Dixon (signor Rowlandson), Nicole Lewis (Myrna Harris), Gerard Horan (D.S. Fletcher), Lesley Nicol (infermiera McClelland), Virginia McKenna (Belle Goedler)

### Differenze col romanzo
- Il vicario Julian Harmon e sua moglie Diane, presso i quali Miss Marple soggiorna non sono presenti nell'episodio e Miss Marple soggiorna in casa di Miss Murgatroyd, divenuta in questa versione la figlia di una sua vecchia amica.
- Il personaggio di Mrs Easterbrook non è presente.
- Il Colonnello è un alcolizzato divorziato cacciato dall'esercito.
- Mrs Swettenham è una madre single che cerca di convincere il Colonnello Easterbrook a sposarla; suo figlio, Edmund, non vede di buon occhio la cosa.
- La storia d'amora tra Edmund e Philippa è stata eliminata.
- Hinch e Murgatroyd, nel romanzo, non sono due giovani donne lesbiche ma due vicine di casa di Letitia Blacklock.
- Patrick e "Julia" (Emma) sono molto più intimi di quanto appaia nel romanzo
- L'Ispettore Craddock è impaziente e molto più aggressivo.
- Nel film è il colonnello a cercare di scoprire cosa sia successo quella notte attraverso Miss Murgatroyd. Nel romanzo è invece Hinch, che cerca di risolvere l'enigma.
- Quando Miss Murgatroyd viene uccisa sia Hinch che Miss Marple sono a pochi passi da lei ed è difficile per ciò pensare che nessuna delle due abbia visto qualcosa; nel romanzo invece quando viene uccisa Murgatroyd è sola e non c'è nessun altro in casa.
- Miss Blacklock non cerca di uccidere Mitzi ma al contrario è Mitzi che cerca di uccidere Miss Blacklock.
- Non è Mitzi a riferire che Miss Murgatroyd avrebbe capito chi è l'assassino a Miss Blacklock, ma è la stessa Miss Blacklock, nel romanzo, a ritrovarsi casualmente  nei pressi della casa delle due amiche mentre queste stanno investigando, e dunque, sentire tutto.
- Quando si scopre che Miss Blacklock è l'assassina, il fantasma di Dora Bunner entra nella stanza (non visto da nessuno a parte da Miss Marple e Miss Blacklock).
- L'episodio termina con la morte di Belle Goedler, cosa che non avveniva nel romanzo.